# نقطه زابریسکی
نقطه زابریسکی (انگلیسی: Zabriskie Point) فیلمی در ژانر درام به کارگردانی میکل‌آنجلو آنتونیونی است که در سال ۱۹۷۰ منتشر شد. فیلم به وقایع و نشانه‌های پدیده پادفرهنگی اشاره دارد که در دهه ۱۹۶۰ در آمریکا رواج داشت.

صحنه‌هایی از این فیلم در نقطه زابریسکی واقع در دره مرگ کالیفرنیای شرقی فیلمبرداری شده است. این دومین فیلم از سه فیلم انگلیسی زبانی است که آنتونیونی با تهیه‌کنندگی کارلو پونتی ساخت و مترو گلدوین مایر پخش آن را به عهده گرفت. دو فیلم دیگر آگراندیسمان و سرنشین نام داشتند.

## بازیگران
- داریا هالپرین
- راد تیلور
- هریسون فورد
- پائول فیکس